# علي بن مبارك
علي بن مبارك بن رميثة بن بن محمد أبي نمي الحسني كان شريفًا (أميرًا) مشاركًا لمكة في عهد ابن عمه عنان بن مغامس.

## ملحوظات
1. ↑  Ibn Fahd 1988، صفحات 225–227.